# Peter Foss, le voleur de millions
Pour les articles homonymes, voir Peter Voss, der Millionendieb.
Pour plus de détails, voir Fiche technique et Distribution.
Peter Foss, le voleur de millions (Peter Voss, der Millionendieb) est une comédie policière ouest-allemande réalisée par Wolfgang Becker et sortie en 1958. Il s'agit de l'adaptation du roman Peter Voss, der Millionendieb écrit par Ewald Gerhard Seeliger (de) en 1913.
Le film aura une suite réalisée par Georg Marischka en 1959 : Peter Voss, le Héros du jour (de).

## Synopsis
Peter Voss est écrivain, voyageur et globe-trotter, qui fait à nouveau la une des journaux dans plusieurs aventures...

## Fiche technique
- Titre français : Peter Foss, le voleur de millions ou L'Insaisissable Aventurier[2]
- Titre original : Peter Voss, der Millionendieb
- Réalisateur : Wolfgang Becker
- Scénario : Curt Johannes Braun (de), Gustav Kampendonk
- Photographie : Klaus von Rautenfeld, Günther Senftleben
- Montage : Wolfgang Flaum
- Musique : Hans-Martin Majewski
- Producteurs : Kurt Ulrich
- Sociétés de production : Kurt Ulrich Filmproduktion
- Pays de production :  Allemagne de l'Ouest
- Langue de tournage : allemand
- Format : Couleur (Eastmancolor) - 1,37:1 - 35 mm
- Durée : 111 minutes (1h41)
- Genre : Comédie policière[2]
- Dates de sortie :
  - Allemagne de l'Ouest : 16 octobre 1958
  - France : 19 septembre 1959[2]

## Distribution
- O. W. Fischer : Peter Voss
- Ingrid Andree : Barbara Rottmann
- Walter Giller : Bobby Dodd
- Margit Saad : Marion
- Mara Lane : Monique
- Peter Mosbacher : Le Baron
- Peter Carsten : Willy
- Henri Cogan : Otto
- Boy Gobert : Ramon Cadalso
- Hans Leibelt : Hans Rottmann
- Ludwig Linkmann : Van Zanten, le bijoutier
- Franz-Otto Krüger : Uhl
- Stanislav Ledinek : Le maître d'hôtel à Rio
- Panos Papadopulos : Le docteur à Hong-kong
- Gisela Schlüter : L'infirmière à Hong-kong